# Heriades plumosus
Heriades plumosus är en biart som beskrevs av Karl V. Krombein 1950.
Heriades plumosus ingår i släktet väggbin och familjen buksamlarbin. Inga underarter finns listade i Catalogue of Life.